# 恩内佩尔曲面

恩内佩尔曲面

恩内佩尔曲面（英語：Enneper surface）是一种极小曲面，由德国数学家阿尔弗雷德·恩内佩尔于1864年提出。恩内佩尔曲面的参数方程为
{\displaystyle x=u(1-u^{2}/3+v^{2})/3,\ }
{\displaystyle y=-v(1-v^{2}/3+u^{2})/3,\ }
{\displaystyle z=(u^{2}-v^{2})/3.\ }
在魏尔斯特拉斯－恩内佩尔（Weierstrass–Enneper）表示中，令{\displaystyle f(z)=1,g(z)=z}，便能得到恩内佩尔曲面。